# Københavns Politigård
Københavns Politigård (Politigården), opført 1918-24, udgør hovedkvarteret for Københavns Politi. Bygningen huser bl.a. administration, ledelse og radiotjenesten.
Udover at huse politi har Københavns Byrets afdeling for grundlovsforhør (Dommervagten) til huse på bygningens nordøstlige ende, hvor man i øvrigt også kan se en del civile patruljevogne tilhørende politiets forskellige afdelinger.
I Hambrosgade på den sydøstlige side ligger desuden et større garageanlæg med tilhørende værksted over for politigården. Her forefindes et stort antal forskelligartede køretøjer, der anvendes både af Københavns Politi og Rigspolitiet.

## Bygningen
Hovedarkitekten bag den imponerende bygning i nyklassicistisk stil var Hack Kampmann. Efter hans død i 1920 overtog arkitekten Holger Alfred Jacobsen opgaven i samarbejde med arkitekterne Hans Jørgen Kampmann og Aage Rafn.
Bygningen er kendt som den sidst opførte nyklassisistiske bygning i Nordeuropa. Indvendigt er bygningen inspireret af den sydeuropæiske renæssance samt barokkens arkitektur. Hertil kommer mange fine detaljer i bygningen inspireret af antikt romersk kunsthåndværk og moderne art deco. Bygningens ydre skulle stå hårdt og afvisende over for omgivelserne, derfor åbnes alle vinduer også indad for ikke at bryde facaden.
Den 1. april 1938 blev bygningen overdraget til staten, idet Rigspolitiet var blevet oprettet ved lov af 5. maj 1937.

### Den runde gård
Den runde gård er på 1615 m² og er Aage Rafns idé. I sine tidlige skitser til Politigården opererede Kampmann med en firkantet gård. Rafn har hentet inspiration fra Pantheon i Rom og fra den mauriske fæstning Karl 5.s palads i Alhambra.
Den runde gård har en diameter på 44 meter (r = Kvadratrod af 1615 / 3,14159 = 22,67m), næsten som Pantheon, der har en diameter på 43,4 meter. I den runde gård er der 44 søjlepar (88 søjler), der bærer kontorer og gange. Søjlerne, der er opført i fransk kalksten (Vaurain), har den styrke, der skal til for at bære etagerne over. Gangen på tredje sal blev lagt bag ved en balustrade, hvorved Rafn brød gårdens/cylinderens sider og dermed modvirkede fornemmelsen af, at man opholder sig i en skakt. Alle facader i den runde gård og gulvet i kolonnaden er beklædt med donaukalksten, mens gårdens store runde gulvflade er beklædt med fliser af dansk faxekalksten.

### Den firkantede gård
Den firkantede gård, som også kaldes Mindegården, er på 537 m² og er også opført efter Rafns idé. Han har ladet sig inspirere kraftigt af arkitekten Andrea Palladio og hans lille gårdrum i kirken Santa Maria della Carità i Venedig. Den firkantede gård er Politigårdens centrale rum. Kampmann og Rafn var uenige om gårdens udformning. Kampmann ønskede et atrium med fire søjler, en større loftåbning og en forsænkning i gulvet til regnvand, men Rafn fik med renæssancens mester Palladio som forbillede sin gård med otte søjler.
De otte korinthiske søjler er opført i faxemarmor og med kapitæler i savonnièrekalksten, efterligninger fra Marmorkirken. Søjlerne bliver slankere i højden, hvilket indebærer, at den firkantede gård umiddelbart virker højere – der er 13 meter til loftet. Væggene er opført i savonnièrekalksten og gulvet i donaukalksten. De kraftige vinduer over dørene forvrænger proportionerne, idet dørene ser ud til at være for lave, men faktisk er de af normal højde. Hensigten med dette virkemiddel er at få gården til at virke højere. I loftet ses svastikamotivet, som bliver brugt flere steder i udsmykningen af Politigården.
Som afslutning på Politigårdens hovedakse er der i Mindegården en stor niche, hvor bronzestatuen "Slangedræberen" er placeret. Det er usikkert, om nichen oprindeligt var beregnet til en skulptur, og inden "Slangedræberen" blev opstillet i 1925, var det også på tale at opstille en statue af Justitia. Den fire meter høje "Slangedræberen" er skabt af kunstneren Einar Utzon-Frank, og motivet symboliserer det godes kamp mod det onde.
I midten af gulvet, i såvel den runde gård som den firkantede gård, ses stjernemotivet igen tydeligt, idet stjernerne begge steder skjuler afløbet til regnvandet.

### Forhallen
Den lange forhal ved politidirektørens kontor er udformet som en spansk klostergang, og der knytter sig en særpræget historie til det meget specielle svastikamønstrede terrazzogulv i forhallen. Mønstret er tegnet af en italiensk terrazzokunster, og da motivet blev forelagt Rafn, fandt han det noget ensformigt og forvirrende. Han begyndte derfor at "viske" med sin finger, hvorved tegningen af gulvet blev noget udtværet. Rafn blev betaget af resultatet, og således blev motivet til – inklusive "klatter".
Ved indgangen til forkontoret prydes døren af en kæmpemæssig muslingeskal, der er næsten lige så høj som selve døren, som fra gulv til loft er indfattet i blågrøn marmor. Det er usikkert, hvorfor man har anvendt muslingemotivet ved indgangsdøren, men ikke desto mindre giver det de bagvedliggende kontorer et særligt præg. Muslingeskallen skal symbolisere "ubøjeligheden".
Langs væggen står 22 (oprindeligt 24) spinkle bronzestole, som Rafn har tegnet specielt til Parolesalen. På grund af slitage er stolene nu opstillet i forhallen, hvor de skånes for yderligere slid. Yderligere en stol er i dag udstillet på Kunstindustrimuseet, og en anden står udstillet på Politihistorisk Museum. En anekdote fortæller, at da stolene skulle fremstilles, måtte de ikke koste mere end 500 kroner stykket. Det vidste den kongelige bronzestøber Rasmussen, og da regningen kom, lød den på 499 kroner og 99 øre. Forhallen krones af et svagt hvælvet loft, der nærmest svæver over lokalet, og det afsluttes i hver ende i en tom niche. Fra loftet hænger to lamper, der er specielt designet til forhallen og til parolesalen. Lamperne er udført i patineret bronze. Lampernes spinkle kædeophæng bevirker, at lampen får en stor tyngde i rummet.

### Forkontoret
Forkontoret, der ligger mellem politidirektørens kontor og Parolesalen, er rundt og væggene i lokalet er beklædt med marmorstuk. Loftet er udsmykket som en kæmpemæssig rund sort muslingeskal. Gulvet i forkontoret er prydet af et smukt mosaikgulv, som blev udført af kunstneren Agnete Warming.

### Parolesalen
Parolesalens gulv er belagt med sort marmor; dørkarmen er i marmor; vægge og lofter er udført i marmorstuk, og de to ottekantede søjler for enden af parolesalen er ligeledes opført i marmorpuds. Det "ottekantede" går igen i stukken på vægge og i lofter. I loftet ses igen svastikamotivet. I hjørnerne er parolesalen udsmykket med fire kaminer, der dog kun tjener som pynt og ikke kan anvendes pga. manglende aftræk.
Det otte meter lange bord i midten af parolesalen er udført i massiv dansk moseeg, og bordstellet, der er udført i bronze, er tegnet af Rafn.
Parolesalen benyttes i dag som mødelokale og tjener samtidig som bibliotek for Københavns Politi. I loftet hænger to af Poul Henningsens klyngelamper. Det er lidt "skæbnens ironi", at PH's lamper pryder lokalet, idet PH var en af de største kritikere af såvel Politigårdens arkitektur som bygningens udsmykning. Oprindelig hang der i parolesalen to lamper magen til dem, der endnu hænger i forhallen, men på grund af det ringe lys blev de i 30'erne skiftet ud med PH's lamper. Rundt om bordet stod oprindeligt de 24 stole, hvoraf 22 i dag er opstillet i forhallen.

### Politidirektørens kontor
Politidirektørens kontor er fra gulv til loft panelbeklædt med dansk fyrretræ. Øverst i hver af endevæggens hjørner er der en lille niche, og i en af nicherne står en buste af Aage Rafn. I panelvæggens felter er der ophængt oliemalerier af tidligere politidirektører i København, og man kan roligt sige, at den nuværende politidirektør bliver "kigget over skulderen".
Der er tradition for, at den siddende politidirektør indretter kontoret, og den tidligere politidirektør Hanne Bech Hansen, har sammen med Hviids Tegnestue bl.a. valgt at lade den franske designer Philip Starck's møbler præge kontoret. Hovedfilosofien i indretningen har været at opnå en kontrast mellem det eksisterende, fredede rum og de tilføjede møbler, der er udført i læder, råglas og aluminium.
Den særprægede loftlampe "Birds, birds, birds" er tegnet af den østrigske designer Ingo Maurer.

### Mindevæggene
Mindevæggen for faldne politifolk under 2. verdenskrig blev afsløret den 19. september 1947 i Mindegården. Den bærer navnene på de 157 politifolk, der satte livet til under besættelsen, eller som døde under og efter ophold i de tyske koncentrationslejre. Den 19. september 1944 blev den sorteste dag i dansk politi historie. Kl. 11:00, under dække af en falsk luftalarm, iværksatte tyskerne, der den 9. april 1940 havde okkuperet Danmark, "Operation Möwe" og besatte samtlige store politistationer i Danmark – herunder Politiskolen og Politigården i København. Det tjenestegørende personale, ca. 2000 politifolk, heraf 1012 fra Københavns politi, blev arresteret og deporteret til tyske koncentrationslejre. Resten af de danske politifolk gik "under jorden". På væggene er anbragt 12 bronzesøm til brug ved kranseophængning.
I 1993 indviedes en ny mindevæg, der omfatter de københavnske politifolk, som efter 2. verdenskrig er blevet dræbt ved en voldshandling under tjeneste i Københavns politi.